# Rhinella macrorhina
Rhinella macrorhina är en groddjursart som först beskrevs av Linda Trueb 1971.  Rhinella macrorhina ingår i släktet Rhinella och familjen paddor. IUCN kategoriserar arten globalt som starkt hotad. Inga underarter finns listade i Catalogue of Life.